# Patrick Barth
Patrick Barth (* 30. September 1949 in Forbach) ist ein ehemaliger französischer Fußballtorwart und jetziger Torwart- und Fußballtrainer.

## Werdegang
Barth spielte in seiner Jugend im örtlichen Fußballverein von Petite-Rosselle. 1969 schloss er sich dem Erstligisten FC Metz an, bei dem er zunächst Ersatzspieler war. Ab der Spielzeit 1970/71 kam er vermehrt zum Einsatz in der Division 1 und war zeitweise Stammtorhüter des Klubs. Nach einem Bruch des Ellbogengelenks musste er jedoch pausieren und fand anschließend nicht mehr zu alter Stärke zurück. Nachdem ihn André Rey als ersten Torhüter beerbt hatte, wechselte er 1976 in den Amateurbereich zum FC Thionville. Mit der Mannschaft stieg er aus der Division d’Honneur bis in die Division 2 auf. In der Spielzeit 1979/80 war er hier Stammspieler, in der folgenden Spielzeit bestritt er nur noch eine Ligapartie. Zwischen 1981 und 1989 ließ er seine Karriere erneut im Amateurbereich ausklingen. Zunächst spielte er bis 1985 für US Forbach, anschließend für US Morsbach.
Ab 1981 betrieb Barth ein Sportfachgeschäft in Forbach. Später engagierte er sich im regionalen Amateursport in der Torwartausbildung. 2000 entstand erneut Konktakt zwischen ihm und dem FC Metz, der ihn in der Folge als Torwarttrainer für sein Ausbildungszentrum und später die Profimannschaft verpflichtete. Bis 2005 war Barth im Amt, ehe er nach Problemen mit dem Knie und einer anschließenden Operation das Amt aufgab.